# Parabothus chlorospilus
Parabothus chlorospilus is een  straalvinnige vissensoort uit de familie van botachtigen (Bothidae). De wetenschappelijke naam van de soort is voor het eerst geldig gepubliceerd in 1905 door Gilbert.
De soort komt voor in de Stille Oceaan rond Hawaï op een diepte tussen 122 en 355 meter.
Op de Rode Lijst van de IUCN staat de soort als niet-bedreigd.